# Bidessodes obscuripennis
Bidessodes obscuripennis är en skalbaggsart som först beskrevs av Zimmermann 1921.  Bidessodes obscuripennis ingår i släktet Bidessodes och familjen dykare. Inga underarter finns listade i Catalogue of Life.